# Allgemeiner Faktor der Intelligenz
Der Allgemeine Faktor der Intelligenz (auch Generalfaktor der Intelligenz oder g-Faktor der Intelligenz) beruht auf der statistischen Beobachtung, dass in vielen Intelligenzleistungen mehr oder weniger stark ein allgemeiner Intelligenzfaktor mitwirkt. Dies rechtfertigt es, vereinfachend von „der“ Intelligenz zu sprechen.
Mit keinem anderen psychologischen Konstrukt kann die Berufsleistung so genau vorhergesagt werden wie mit dem g-Faktor.  Allerdings stellt er nur einen groben Orientierungswert für das Intelligenzprofil einer Person dar. Bei differenzierterer Betrachtung, wie es z. B. die Berufsberatung oder Neuropsychologie erfordern, ist es oft sinnvoll, die Ausprägungen spezifischer Intelligenzfaktoren zu unterscheiden.
Die Vorstellung von einer allgemeinen geistigen Fähigkeit, die sich in einem einzigen Intelligenzwert ausdrücken lässt, war seit Beginn der Intelligenzforschung umstritten. Das war schon in den Forschungen von Charles Spearman zur Zweifaktorentheorie der Intelligenz der Fall.

## Geschichte
Der britische Psychologe Charles Spearman begründete 1904 die Faktor-Theorie der Intelligenz in der Psychologie. Er entdeckte durch den Vergleich verschiedener Intelligenztests, durchgeführt an einer Gruppe Probanden, dass fast alle Testmodule innerhalb eines solchen Tests positiv miteinander korrelieren.
Die Korrelationen waren nicht hoch, ließen jedoch den Rückschluss zu, es müsse einen allgemeingültigen Faktor geben, der etwas über die Intelligenz eines Menschen aussagt und für dessen Ausprägung die Vererbung eine umstrittene Rolle spielt. Es besteht nach Spearmans Theorie also ein Zusammenhang zwischen den verschiedenen Fähigkeitsbereichen eines Menschen, und es muss dementsprechend einen allgemeinen „Intelligenzfaktor“ geben: den General Factor of Intelligence „g“. Neben dem General Factor of Intelligence beinhaltet jeder Intelligenztest laut Spearmans Zwei-Faktoren-Theorie der Intelligenz zudem spezifische Einflussgrößen.

### Thurstones Untersuchung
Louis Leon Thurstone führte 1938 weitergehende Untersuchungen durch: Er extrahierte und verglich den allgemeinen Faktor der Intelligenz aus sechs voneinander unabhängigen Testbatterien. Die Korrelation des g-Faktors jeweils zweier Testbatterien lag zwischen +0,52 und +0,94. Der Zusammenhang war nicht optimal, dennoch war er positiv. Thurstone schlussfolgerte, dass generelle Faktoren aus den Tests sich folglich ähnlich, jedoch nicht identisch sind. Diese Erkenntnis bildete die Grundlage für Thurstones Faktor-Theorien.

### Carrolls Untersuchung
Gegenüber der Zwei-Faktoren-Theorie der Intelligenz entstanden verschiedene hierarchische Faktorenmodelle. In ihnen wurden mehrere Ebenen bzw. Schichten von zunehmendem Allgemeinheitsgrad unterschieden, beispielsweise „spezifische Faktoren“, darüber und somit allgemeiner „Gruppenfaktoren“ und an der Spitze der g-Faktor.
Die umfangreichste Analyse hatte John B. Carroll (1993) durchgeführt. Sie basierte auf den Daten von weit über 100.000 Personen. Auch sie bestätigte eine hierarchische Faktorenstruktur mit einem g-Faktor an der Spitze. Eine Ebene darunter erhielt er u. a. Faktoren der fluiden und kristallinen Intelligenz (nach Raymond Bernard Cattell). Diese Cattellsche Unterscheidung wird wichtig, wenn Bezüge zu informationspsychologischen oder neurobiologischen Größen hergestellt werden. So erniedrigt sich bei Minderungen der Hirnfunktionen durch Glukose- oder Sauerstoffmangel unmittelbar die fluide Intelligenz, während die kristalline Intelligenz weniger störungsabhängig ist.

## Messung des g-Faktors
Oftmals werden spezifische Intelligenztests (wie beispielsweise Ravens Matrizentest) zur Messung des g-Faktors genutzt. Begründet wird dieses Vorgehen damit, dass derartige Intelligenztests für schlussfolgerndes Denken (reasoning) der beste Indikator für den g-Faktor seien. Jedoch zeigt sich regelmäßig, dass bei angemessener Operationalisierung der Intelligenz schlussfolgerndes Denken als vom g-Faktor unabhängiges Konstrukt aufzufassen ist. Empirische Untersuchungen zur Eignung spezifischer Intelligenztests als Operationalisierung des g-Faktors kommen zu dem Schluss, dass Ravens Matrizentest allein nicht ausreicht, um den g-Faktor zu bestimmen.
Eine angemessene Operationalisierung des g-Faktors erfordert viele verschiedenartige Aufgaben, die sich hinsichtlich der kognitiven Anforderungen (z. B. schlussfolgerndes Denken, Bearbeitungsgeschwindigkeit, Merkfähigkeit) als auch der inhaltlichen Einbettung (z. B. figural, numerisch, verbal) unterscheiden. Werden diese Anforderungen erfüllt, dann korrelieren die g-Faktoren unterschiedlicher Intelligenztestaufgaben fast perfekt, d. h. können praktisch als identisch angesehen werden.
Ein alternativer Ansatz zur Ermittlung eines Generalfaktors der Intelligenz ist die Kurzspeicherkapazität der Erlanger Schule der Informationspsychologie. Danach ist die Intelligenz abhängig von der Informationsverarbeitungsgeschwindigkeit und der Gedächtnisspanne. In der akademisch-psychologischen Intelligenzforschung konnte sich dieser Ansatz jedoch nicht durchsetzen.